# Lophozozymus pulchellus
Lophozozymus pulchellus är en kräftdjursart som beskrevs av Alphonse Milne-Edwards 1867. Lophozozymus pulchellus ingår i släktet Lophozozymus och familjen Xanthidae. Inga underarter finns listade i Catalogue of Life.

## Bildgalleri

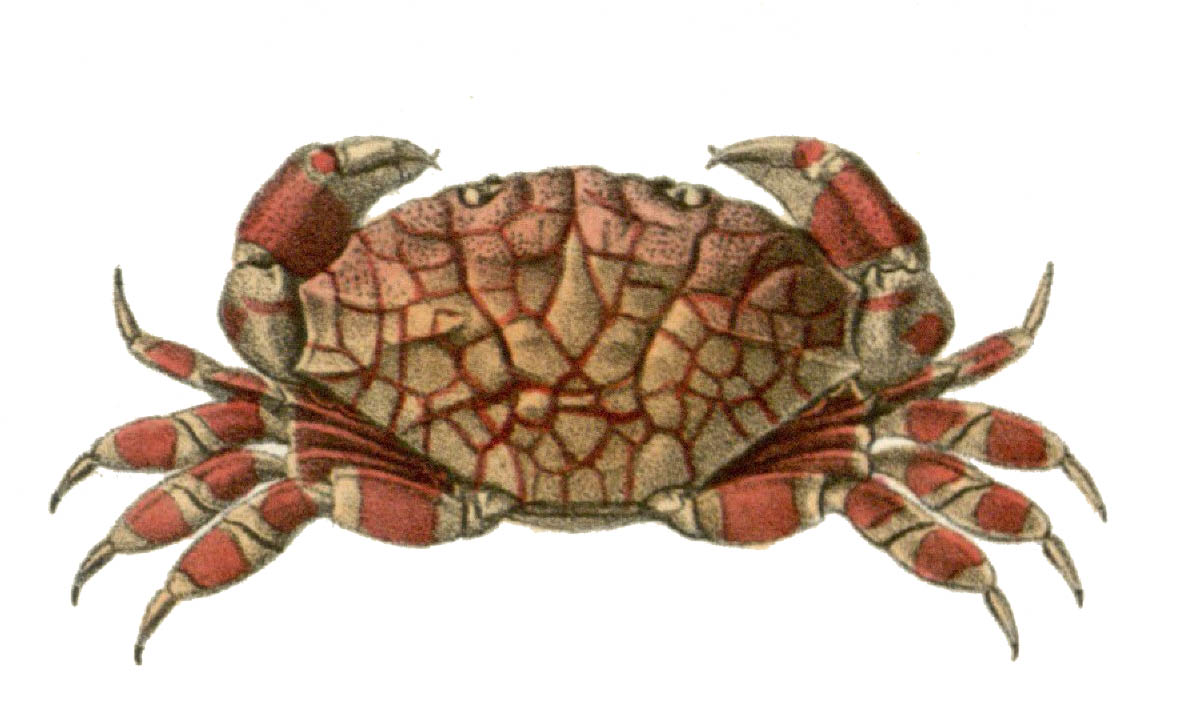